# 国立儿童青少年图书馆
国立儿童青少年图书馆位於大韓民國首爾特別市江南區，於2006年6月28日成立，為韓國的國家圖書館之一，該圖書館負責處理專門為兒童和青少年提供圖書服務的工作。从2018年5月开始，该图书馆会每月举办一次儿童编程活动。

## 設施
- 地下2樓 - 自助餐廳/商店
- 地下1樓 - 兒童獨島體驗中心、嬰兒庇護所（護理室）
- 1樓 - 兒童室、外國兒童室
- 2樓 - 多媒體室、視頻音響室、動手童話室、圖書室、展覽室
- 3樓 - 青年資源中心、研究資源中心
- 4樓 - 禮堂、研討室、閱讀討論室

## 外部連結
- 国立儿童青少年图书馆 